# Elektromagnetische interferentie
Elektromagnetische Interferentie (of EMI alsook Radio-Frequency Interference afgekort RFI) wordt door de International Electrotechnical Commission (IEC) omschreven als het op onaanvaardbare wijze beïnvloeden van de werking van een toestel, apparaat of een systeem door een stoorsignaal.

## Elektromagnetische interferentie
Elektrische en elektronische componenten kunnen elektromagnetische velden opwekken die andere componenten binnen het apparaat of andere apparaten kunnen beïnvloeden. Deze velden kunnen op hun beurt een spanning en een stroom opwekken in andere componenten en dit kan ongewenste gevolgen met zich meebrengen. In Europa werd op 1 januari 1992 de nieuwe Europese richtlijn 89/336/EEG rondom elektromagnetische compatibiliteit van kracht. Inmiddels is deze richtlijn opgevolgd door 2004/108/EG, die op 20 juli 2007 van kracht werd. Sinds 20 april 2016 is richtlijn 2014/30/EU van toepassing.
De normen waarnaar verwezen wordt, met name de EN61000-6-x serie, zijn echter niet noemenswaardig veranderd.
Praktisch houdt de EMC-richtlijn in dat elektrische en elektronische apparaten die op de Europese markt verkrijgbaar zijn, moeten voldoen aan in de richtlijn gestelde EMC-eisen. Deze eisen omschrijven bepaalde emissie- en immuniteitslimieten die moeten worden opgenomen in het productieproces, zodat alle geproduceerde apparatuur voldoet aan de in de richtlijn gestelde eisen. Het gaat echter om alle op de Europese markt verkrijgbare apparatuur. Een Chinese fabrikant zal dus, indien hij naar Europa exporteert aan de Europese richtlijnen moeten voldoen. Omgekeerd kan een Nederlandse fabrikant bij export naar de VS aan andere eisen moeten voldoen, soms strenger soms soepeler. Er is de laatste jaren veel gedaan aan harmonisatie van Europese, Noord-Amerikaanse en Canadese normen.
De verantwoordelijkheid voor het voldoen aan de Europese richtlijnen ligt bij de fabrikant (als die in Europa gevestigd is), anders bij de Europese gevolmachtigde van de fabrikant, en als er geen Europese gevolmachtigde is bij een ieder die de apparatuur op de Europese markt brengt.
De metingen verlopen in twee frequentiegebieden verschillend:
- van 9 kHz tot 30 MHz wordt de door de netaansluiting geleide storing gemeten. Dit gebeurt door de stoorspanning over een LISN (Line Impedance Stabilization Network) te meten. Dit netwerk heeft een meetimpedantie van 50 ohm//50 μH. De 50 ohm belasting is de ingang van de meetontvanger (of spectrum analyzer), die de stoorspanning meet. De spectrum analyzer of meetontvanger wordt beurtelings met de nulleider en met de faseaansluiting verbonden. De leiding waarmee niet gemeten wordt wordt afgesloten met een 50 ohm afsluitstuk. Voor 3 fasen apparatuur zonder nulleider worden 3 in plaats van 2 meetcircuits gebruikt.

Voor huishoudelijke omgevingen wordt in een groot frequentiegebied een maximum stoorspanning van 48 dBμV = 250 μV.
Aan de laagste en hoogste frequenties worden soepeler eisen gesteld: daar is 60 dBμV  = 1 mV toelaatbaar. Bedenkt men, dat in een schakelende voeding spanningen voorkomen tot 300 volt RMS, dan volgt daaruit dat er een demping naar de netingang moet zijn van
110 dB, oftewel een factor 300 000 in spanning. 
Voor 3 fasen apparatuur zonder nulleider worden 3 in plaats van 2 meetcircuits gebruikt.
Voor het frequentiegebied van 30 MHz tot 2,7 GHz werden vanouds veldmetingen gebruikt, vroeger veel in een OATS (Open Area Test Site).
Dit meten was een tijdrovende en ambachtelijke bezigheid. Er werd aan antenne geplaatst op 3 meter, 10 meter of zelfs 30 meter afstand van het testobject. Het testobject staat 1 meter boven maaiveld, met de netaansluiting verticaal. Het testobject staat op een draaitafel, die 360° gedraaid kan worden.
Nu moet bij elke frequentie gemeten worden wat de maximum stoorveldsterkte is, waarbij de volgende parameters worden gevarieerd:
- antennehoogte
- antennepolariteit (verticaal of horizontaal)
- positie van de draaitafel (bijvoorbeeld in stappen van 30°

In de praktijk zendt apparatuur storing uit op een aantal discrete frequenties, en het ambacht bestaat er uit deze frequenties op te sporen en daarbij de genoemde parameters te variëren. Frequenties waarop het stoorniveau bijvoorbeeld 20 dB onder de limietwaarde ligt, worden dan gewoon overgeslagen.
Tegenwoordig worden veldmetingen bijna altijd in een anechoische ruimte gedaan. En er zijn een aantal productnormen, waarbij de tijdrovende veldmetingen vervangen zijn door metingen met een clamp om de netleiding, zodat de meting vergelijkbaar verloopt met die in het laagfrequente gebied tot 30 MHz.